# Purranque
Purranque é uma comuna chilena, localizada na Província de Osorno, Região de Los Lagos.
A comuna limita-se: a norte com Río Negro; a oeste com o Oceano Pacífico;  a leste com Puerto Octay; e a sul com Fresia e Frutillar (ambas na Província de Llanquihue). 
Integra junto com as comunas de Puyehue, Río Negro, Puerto Octay, Fresia, Frutillar, Llanquihue, Puerto Varas e Los Muermos o Distrito Eleitoral N° 56 e pertenece à 17ª Circunscrição Senatorial (Los Lagos). 